# Semantisch web
Het semantisch web verschaft een framework waarmee gegevens kunnen worden gedeeld en hergebruikt. Het is een samenwerking onder leiding van het internationale orgaan voor internetstandaarden, het World Wide Web Consortium W3C. Het semantisch web is een uitbreiding van het internet, om de uitwisseling van gegevens tussen de deelnemers, tussen alle nodes, efficiënter te laten verlopen.
Open data zijn de vrij beschikbare informatie, die door het semantisch web wordt gebruikt.

## Geschiedenis
Het idee voor het semantisch web was van Tim Berners-Lee, een van de oprichters van het wereldwijde web. Semantisch wil zoveel zeggen als de betekenis lerend. Het semantisch web kan als een computernetwerk worden gedefinieerd dat gegevens op het internet met elkaar verbindt, waardoor nieuwe inzichten kunnen ontstaan.
Het semantisch web bestaat in feite al: het is een doorontwikkeling van de techniek op internet. Door webpagina's met de nieuwe semantische technieken te bouwen, is er feitelijk sprake van een semantisch web. Een concreet voorbeeld van een toepassing van de semantische techniek is de manier waarop gegevens op de Wikipedia door DBpedia voor direct gebruik beschikbaar komen en met een andere database zoals Linked data kunnen  worden gekoppeld .
Het semantisch web is geen synoniem voor Web 2.0, zoals soms wel wordt verondersteld. Tim Berners-Lee beschreef het semantische web als een component van Web 3.0. Soms wordt het gebruikt als synoniem voor Web 3.0, hoewel de definities verschillen.

## Componenten

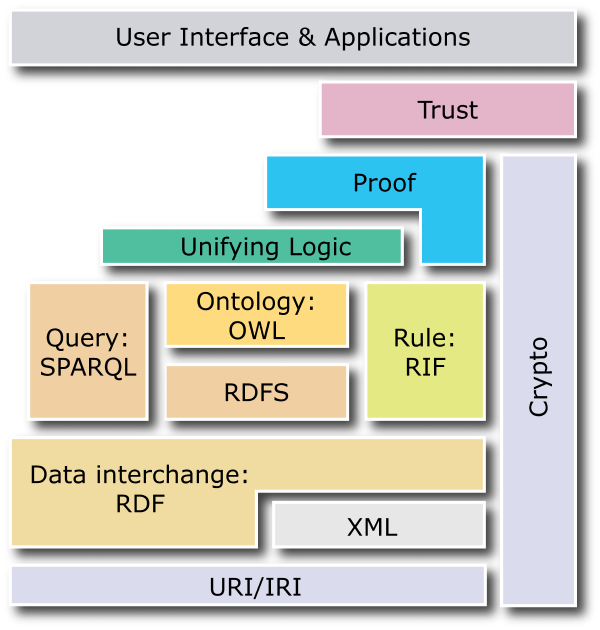
Semantic Web Stack

Betrokken componenten van het semantisch web zijn: XML, RDF, SPARQL, OWL, RDFS en Rule Interchange Format RIF. Deze componenten behoren tot de Semantic Web Stack, die de architectuur van het semantisch web bepaalt. Een andere ontwikkeling op terrein van semantisch-webarchitectuur is SKOS, een algemeen model om kennis tussen organisaties via het web te delen.
In het semantisch web worden gebundelde gegevens ook resources of zelfs nodes genoemd. Die zijn door een uniform resource identifier (URI) gedefinieerd. Zij zijn als in een graaf met elkaar verbonden, waarin ieder knooppunt een resource van het semantisch web is.